# Epifanio Sierra Conde
Epifanio Sierra Conde es un hermano de la Congregación Pasionista asesinado por las fuerzas anticlericales durante la guerra civil española. Fue beatificado por el Papa Juan Pablo II el 1 de octubre de 1989.

## Infancia
Epifanio nació el 12 de mayo de 1916 en San Martín de los Herreros, pueblo situado en el norte de la provincia de Palencia.
El 25 de mayo de 1916 fue bautizado en la iglesia parroquial de su localidad natal. Su infancia transcurre feliz junto a sus padres y hermanos.

## Juventud
Epifanio comienza su formación en la escuela de su localidad natal. Un Padre Pasionista se presentó en el pueblo buscando vocaciones y Epifanio sintió la llamada de Dios. El 22 de septiembre de 1929 ingresó en el Colegio de San Gabriel de la Dolorosa en Zaragoza.

### Epifanio sufre
Los sucesos políticos de 1931 obligan a Epifanio y otros jóvenes a trasladarse a su pueblo, ya que junto a los Padres y hermanos de la Congregación corrían peligro sus vidas.
Durante su estancia en San Martín, Epifanio siente la necesidad de ser misionero Pasionista.
Epifanio consigue el permiso de sus padres para regresar al colegio de Zaragoza y terminar así los tres años que le quedaban. Los vecinos del pueblo intentan disuadirle para que no se marche debido a la posibilidad de que le matasen.

### Epifanio ora
El 17 de septiembre de 1934 se marcha a Corella a comenzar el noviciado.
Con tan buena preparación de espíritu los sacerdotes le otorgaron el santo Hábito de Pasionista el 21 de octubre de 1934.
Su vida tenía dos direcciones: oración y estudio, pero estaba marcada por los acontecimientos externos en torno a la Segunda República española. El 23 de octubre de 1935 hizo su profesión religiosa y marchó a Daimiel para continuar con sus estudios y su formación.

## Fusilamiento
La noche del 21 al 22 de julio de 1936 un grupo de milicianos desaloja el convento. La Congregación Pasionista se divide en grupos y se dispersa. Su objetivo es llegar a Madrid y posteriormente a Zaragoza. 
Epifanio y otros jóvenes inexpertos son tutelados por el Padre Nicéforo de Jesús y María. Este grupo toma el tren que les conduciría a Manzanares. Les obligaron a bajar y en un campo próximo a la estación fueron asesinados. Se trataba de veintiséis religiosos pasionistas.

### Epifanio descansa
El 23 de abril de 1941 los Beatos Mártires de Daimiel son trasladados a su Convento. Y allí, en la Cripta de los Mártires, descansan sus reliquias. Las de Epifanio quedarán en un relicario en la iglesia de parroquial de San Martín de los Herreros

## Beatificación
Fue beatificado por el Papa Juan Pablo II el 1 de octubre de 1989 en la plaza de San Pedro, donde se encontraba un nutrido grupo de palentinos: familiares, devotos y amigos..., encabezados por Nicolás Castellanos, Obispo de Palencia.